# Ortale
 Ortale  là một xã ở tỉnh Haute-Corse trên đảo Corse, Pháp. Xã này có diện tích 4,06 km², dân số năm 1999 là 25 người. Khu vực này có độ cao 488 mét trên mực nước biển.